# Trichostomum pusillum
Trichostomum pusillum là một loài rêu trong họ Pottiaceae. Loài này được (Hedw.) Sm. mô tả khoa học đầu tiên năm 1804.